# Li Dan (mercante)
Li Dan, conosciuto anche con il nome cristiano Andrea Dittis (李旦S, Lǐ DànP; Quanzhou, ... – 1625), è stato un mercante e pirata cinese.

## Biografia
Originario di Quanzhou, nella provincia del Fujian, guadagnò notevole potere e influenza grazie alle attività piratesche che esercitò per decenni nel Mar Cinese Orientale. Divenne leader della comunità Hokkien di Manila, prima di trasferirsi in Giappone sfuggendo così alla cattura degli spagnoli, subito dopo il massacro dei Sangley del 1603. Stabilitosi a Hirado, divenne capo dell'avamposto commerciale cinese e strinse forti rapporti con gli olandesi e gli inglesi, nonché con il daimyō Matsuura Shigenobu e le autorità Ming del Fujian.
Nel 1613 diede in affitto una delle sue proprietà agli inglesi, permettendo loro di aprire un avamposto commerciale nell'isola. Strinse accordi soprattutto con il capo dell'agenzia Richard Cocks, prospettandogli la possibile apertura degli scambi con la Cina, cosa che però non si verificò mai. Nel frattempo ebbe modo di sviluppare importanti relazioni commerciali con la Cina meridionale e Macao, inaugurando inoltre la prima rotta commerciale con Taiwan. Accumulò un'enorme quantità di ricchezze, salendo al comando di un numeroso gruppo di mercanti/pirati/contrabbandieri e di una flotta con base nel Kyūshū.
Durante uno dei suoi viaggi conobbe Zheng Zhilong, nipote di uno dei suoi collaboratori in quel di Macao, che in poco tempo si guadagnò la sua fiducia. Dopo la morte di Li nel 1625, Zheng ne ereditò tutti i possedimenti nonché lo status all'interno della comunità.